# Drslavice (Zlín)
Drslavice é uma comuna checa localizada na região de Zlín, distrito de Uherské Hradiště.